# Хоммё (река)
Хоммё (яп. 本明川 хоммё:гава) — река в Японии на острове Кюсю. Протекает по территории префектуры Нагасаки.
Исток реки находится под горой Гокахара (五家原岳, высотой 1057 м), на территории города Исахая. Хоммё сперва круто течёт на юг у подножия гор, потом протекает по равнине Исахая, где в неё впадают притоки Фукуда (福田川) и Хандзо (半造川). Хоммё впадает в залив Ариаке Восточно-Китайского моря.
Длина реки составляет 28,0 км, на территории её бассейна (249 км²) проживает около 88500 человек. Согласно японской классификации, Хоммё является рекой первого класса.
В XX веке катастрофические наводнения происходили в 1948 и 1957 годах. Во время наводнения 1948 года 118 человек погибло или пропало без вести, 5973 домов было полностью затоплено. В 1957 году погибло или пропало без вести 539 человек, было затоплено более 3000 домов.